# Ómija Ardija
RB Omija Ardija (japonsky RB 大宮アルディージャ) je japonský fotbalový klub z města Saitama hrající v J2 League. Klub byl založen v roce 1969 pod názvem NTT Kanto SC. V roce 1999 se připojili do J.League, profesionální japonské fotbalové ligy. Svá domácí utkání hraje na NACK5 Stadium Omiya.

## Významní hráči
- Eidži Kawašima
- Takaši Hirano
- Mato Neretljak
- Zlatan Ljubijankić
- Milivoje Novakovič